# Molophilus (Molophilus) plagiatus
Molophilus (Molophilus) plagiatus is een tweevleugelige uit de familie steltmuggen (Limoniidae). De soort komt voor in het Australaziatisch gebied.